# Detlef Wächter
Detlef Wächter (* 1966 in Paderborn) ist ein deutscher Diplomat. Er war seit Mitte 2019 Politischer Direktor im Verteidigungsministerium. Vorher war er von 2017 bis 2019 Botschafter in Tansania. Auf eigenen Wunsch wechselte er 2022 auf den Posten des deutschen Botschafters in Norwegens Hauptstadt Oslo.

## Leben
Detlef Wächter studierte Geschichte, Politikwissenschaft und Jura in Bonn und Cambridge und erlangte 1990 den Master in Philosophie an der Universität Cambridge. Im Jahr 1993 (bzw. 1996) wurde er in Philosophie mit einer Arbeit zum Thema Von Stresemann zu Hitler – Deutschland 1928 bis 1933 im Spiegel der Berichte des englischen Botschafters Sir Horace Rumbold in Bonn promoviert.
Wächter ist verheiratet und hat 3 Kinder.

## Laufbahn
1994 trat Wächter in den Auswärtigen Dienst ein und absolvierte bis 1995 den Vorbereitungsdienst für den höheren auswärtigen Dienst. Nach einer ersten Verwendung im Auswärtigen Amt in Bonn führten ihn seine ersten Auslandseinsätze von 1997 bis 1999 an die Deutsche Botschaft in Kairo und von 1999 bis 2002 an die Botschaft in Helsinki. Nach einer Aufgabe in der politischen Abteilung des Auswärtigen Amts (zu der Zeit bereits in Berlin) war Wächter 2005 bis 2007 Mitglied der Deutschen Vertretung bei der NATO.
Von 2007 bis 2010 war Wächter im Bundeskanzleramt stellvertretender Leiter des Referats für Sicherheitspolitik mit Zuständigkeit für USA, Kanada, Westeuropa und die Türkei. Anschließend wechselte er an die deutsche Botschaft in Washington, wo er bis 2014 blieb. Es folgte ein Einsatz im Außenministerium als Leiter des für Nordamerika zuständigen Referats. Von 2015 bis 2017 wirkte Wächter wiederum im Bundeskanzleramt als Leiter des Referats Sicherheitspolitik und Zuständigkeit für die NATO-Staaten.
Im Jahr 2017 wurde Wächter zum Botschafter in Tansania ernannt. Er blieb dort bis 2019 und folgte dann Géza Andreas von Geyr, welcher als Botschafter nach Russland ging, als Abteilungsleiter Politik im Verteidigungsministerium.
Im August 2022 wurde Wächter außerordentlicher und bevollmächtigter Botschafter der Bundesrepublik Deutschland im Königreich Norwegen. Als solcher leitet er die Botschaft Oslo.

## Veröffentlichungen
Wächter, Detlef: Von Stresemann zu Hitler : Deutschland 1928 bis 1933 im Spiegel der Berichte des englischen Botschafters Sir Horace Rumbold. P. Lang, Frankfurt am Main 1997, ISBN 3-631-31649-6.